# アート・ポップ
アート・ポップ（art-popまたはartpopとも呼ばれる）とは、ポップアートのハイカルチャーとローカルチャーの統合に影響を受け、個人的な表現よりもサインやスタイル、ジェスチャーの操作を重視したポップミュージックのゆるやかな定義のスタイルである。

## 解説
アートポップのアーティストは、ポストモダンのアプローチや芸術理論や、ファッション、ファインアート、映画、前衛文学などの他の芸術形態に影響を受けていることがある 。 
伝統的なポップ・オーディエンスやロック・ミュージックの慣習から逸脱し、代わりに商業芸術としてのポップの地位、人工物や自己の概念、歴史的な真正性の疑問などのアイデアを探求することがある。

1960年代半ばから、ブライアン・ウィルソン、フィル・スペクター、ビートルズといったイギリスやアメリカのポップ・ミュージシャンが、ポップ・アート・ムーブメントのアイデアをレコーディングに取り入れ始めた。 
イギリスのアート・ポップ・ミュージシャンは美術学校で学んだことを活かし、アメリカではポップ・アーティストのアンディ・ウォーホルや関連バンドのヴェルヴェット・アンダーグラウンドの影響を受け、フォーク・ミュージックのシンガー・ソングライター・ムーブメントとも交差していた。 このスタイルは1970年代にデビッド・ボウイやロキシー・ミュージックといったグラム・ロック・アーティストの間で「黄金時代」を迎え、演劇性や使い捨てのポップ・カルチャーを受け入れた。

アートポップの伝統は、1970年代後半から1980年代にかけて、ポストパンクやシンセポップ、イギリスのニューロマンティック・シーンなどのスタイルに引き継がれ、さらに、従来のロックの楽器編成や構造を否定し、ダンススタイルやシンセサイザーを好むアーティストたちによって発展していく。 
2010年代には、ヒップホップ・アーティストがヴィジュアル・アートを取り入れ、ヴェイパーウェイヴ・アーティストが現代の資本主義やインターネットの感性を追求するなど、新たなアートポップのトレンドが生まれた。

## 特徴
アートポップは、ポストモダニズムによる文化の高低差の解消を背景に、人工物や商業の概念を追求したものである。このスタイルは、個人的な表現よりも記号の操作を重視しており、アートロックやプログレッシブ・ロックに象徴されるロマンティックで自律的な伝統とは異なり、日常的で使い捨ての美学に基づいています。社会音楽学者のサイモン・フリスは、アートをポップミュージックに転用することは、スタイルやジェスチャー、歴史的な時代やジャンルを皮肉ることに特別な関心を持つことだと指摘している。
このスタイルを支持する人たちは、自己を建設的で人工的なものと見なし、用語やイメージ、プロセス、影響を発明することに夢中になっていた。
インディペンデント紙のニック・コールマンは、「アートポップは、態度やスタイルの問題もあるが、本質的には芸術の問題だ。言ってみれば、純粋なフォーマリズムをポップな文脈で社会的に受け入れられるようにする方法なのです。」と述べている。

文化理論家のマーク・フィッシャーは、アートポップの発展は、ポップ、アート、ファッションの3つの要素が絡み合って生まれたと書いてる。フリスは「多かれ少なかれ」ポップアートから直接影響を受けたと述べている。評論家のスティーブン・ホールデンによると、アートポップは、クラシック音楽や詩の形式的価値を意図的に追求したポップスタイルを指すことが多いが、これらの作品は、尊敬すべき文化機関ではなく、商業的利益によって販売されていることが多いという。
『インディペンデント』紙や『フィナンシャル・タイムズ』紙のライターは、アート・ポップ・ミュージックが聴衆を一般社会から遠ざけようとしていることを指摘している。ロバート・クリストゴーは、1987年に『ヴィレッジ・ヴォイス』誌で、アート・ポップは「工芸品への魅力が、美学的な強迫観念に変わるまで螺旋状に上昇していくときに生じる」と書いている。

## 文化的背景
アートとポップミュージックの境界は、20世紀後半、ますます曖昧になっていった。1960年代には、ジョン・レノン、シド・バレット、ピート・タウンゼント、ブライアン・イーノ、ブライアン・フェリーなどのポップミュージシャンが、美術学校で学んだことからインスピレーションを得るようになった。
フレッド・フリスは、イギリスではアートスクールは「優秀な労働者階級の子供たちの伝統的な逃げ道であり、ビートルズをはじめとする若いバンドの育成の場であった」と述べている。
北米では、アートポップはボブ・ディランやビート・ジェネレーションの影響を受け、フォークミュージックのシンガーソングライター・ムーブメントを通じてより文学的になっていった。
プログレッシブ／アート・ロックが1970年代初頭に最も商業的に成功したイギリスのサウンドになる前、1960年代のサイケデリック・ムーブメントは芸術と商業主義を結びつけ、マスメディアにおける「アーティスト」とは何かという疑問を投げかけていた。プログレッシブ・ミュージシャンは、芸術的地位は個人の自律性に依存すると考えていたため、「プログレッシブ」ロック・グループの戦略は、通常のポップ・プラクティスの「上」にいる演奏家や作曲家として自分たちを提示することあった。

もう一つアートポップの発展に大きな影響を与えたのが、ポップアートのムーブメントであった。「ポップアート」という言葉は、大量生産された商品の美的価値を表現するために作られたものだったが、現代の現象であるロックンロール（ポップアートの初期のアイコンであるエルビス・プレスリーを含む）にもそのまま当てはまる。
フレッド・フリスは「ポップ・アートは、ロマン主義の終焉を告げるものであり、芸術家のいない芸術であることがわかった。プログレッシブ・ロックはボヘミアンたちの最後の賭けだった。」と語っている。
このような状況の中で、ポップ・アートの主要な理論家は、（リチャード・）ハミルトンや他のイギリス人アーティストではなく、大衆市場に関心を持ちながらも、学術的な崇拝者にとどまっていたアンディ・ウォーホルであった。ウォーホルにとって重要な問題は、「ハイ」と「ロー」のアートの相対的な優劣ではなく、すべてのアートと「商業」の関係だったのである。ウォーホルのファクトリーのハウスバンドであるベルベット・アンダーグラウンドは、ウォーホルのアートとポップの融合を見習い、シンプルさを強調する彼の姿勢に共鳴し、従来の芸術表現のヒエラルキーを無視したモダニズムのアバンギャルドなアートロックのアプローチを開拓したアメリカのグループである。

## 1970年初頭: ニューヨーク・シーンとグラマラス
音楽ジャーナリストのポール・レスターは、「巧みで知的なアート・ポップの黄金時代」を、10cc、ロキシー・ミュージック、スパークスといったバンドが「ポップ界に "ポストモダン "という言葉が存在するよりもずっと前に、さまざまなジャンルや時代のものを混ぜ合わせていた頃」としている。ベルベット・アンダーグラウンドの影響で、ストゥージズのイギー・ポップのようなロックミュージシャンは、自分たちの作品に自意識を持つようになった。イギーは、自分の個性をアートの対象に変えようと考え、それが歌手のデビッド・ボウイに影響を与え、ストゥージズが1960年代のハードロックと1970年代のパンクをつなぐグループとしての役割を果たすことになったのである。
1970年代には、ニューヨークのマーサー・アーツ・センターで、同様の自意識を持ったアート／ポップ・コミュニティ（フリスはこの時代の「最も重要な」コミュニティと呼んでいる）が形成され始めまた。マーサー・アート・センターは、ファクトリーに代表されるようなハイ・アートとロー・アートのコラボレーションを推進していたが、これについてドラマーのジェリー・ハリソン（後にトーキング・ヘッズ）は次のように説明している。「ベルベット・アンダーグラウンドに始まり、アンディ・ウォーホルと同一視されていたものすべてがそうだった」と説明している。

1970年代初頭のグラム・ロック・シーンは、再びアートスクールの感覚を広く取り入れたものでした。ビートルズの「サージェント・ペパー」での分身の使い方に触発されたこともあり、グラムは奇抜な衣装、演劇的なパフォーマンス、そして捨てられたポップカルチャー現象の暗示を強調し、ロック音楽の中で最も意図的に生み出された視覚的現象の一つとなった。ボウイ、ロキシー・ミュージック、元ヴェルヴェット・アンダーグラウンドのルー・リードなど、グラムのアーティストの中には、アート・ロックの一分野であるモダニスト・アヴァンギャルドに関連した実践を続けている者もいた。

ボウイは美術学校に通い、画家でもありましたが、ウォーホルやヴェルヴェット・アンダーグラウンドの作品や姿勢からアート・ポップの概念を導き出し、視覚的な表現を作品の中心に据えた。
ロキシー・ミュージックは、フリスによると「典型的なアート・ポップ・バンド」である。フロントマンのブライアン・フェリーは、師匠であるポップアートのパイオニア、リチャード・ハミルトンの影響を取り入れ、シンセサイザー奏者のブライアン・イーノは、理論家ロイ・アスコットのもとでサイバネティックスとアートを学んだことを活かしていた。フリスは、フェリーとボウイが「ブリティッシュ・ポップスに最も大きな影響を与えた人物」であるとし、2人とも「商業芸術としてのポップス」に関心を持ち、ゲイリー・グリッターのような「キャンプ」なアーティストとは異なり、グラム・ロックを真剣に受け止めるべき芸術形式にしたと書いている。これにより、プログレッシブ・ロックが再定義され、メディアでの名声という点では、ロマンティック・アーティストの考えが活性化された。アーモンド・ホワイトによれば、ロキシー・ミュージックがポップ・アートの手法を取り入れたことで、"ポップの表面的な軽薄さと深い喜びが、正当で支配的な追求であることを示した "という。1973年にロキシー・ミュージックを脱退した後、イーノは一連の実験的なソロアルバムでアートポップのスタイルをさらに追求していく。
その後の10年間は、ウォーホルの主張を同時代のアーティストとは異なる方向に展開し、当時の人気ミュージシャンと幅広くコラボレーションしていった。

## 1970年代 - 80年代: ポストパンクの発展
文化理論家のマーク・フィッシャーは、ポストパンクやシンセポップ、特にドイツのエレクトロニックバンド、クラフトワークの作品など、1970年代後半に起こったさまざまな音楽の発展を、アートポップの伝統の中に位置するものとして特徴づけている。デヴィッド・ボウイやロキシー・ミュージックの英国式アート・ポップは、英国のグループ、ジャパンの音楽で「頂点に達した」と述べている。
『The Quietus』誌は、ジャパンの1979年のアルバム『Quiet Life』を、ボウイが1977年の『Low』で探求したものと同様に、「非常にヨーロッパ的で、性的に曖昧で、思慮深いアートポップ」を定義したものとして紹介している。
ブライアン・イーノとジョン・ケイルは、ボウイ、トーキング・ヘッズ、そして多くのパンクやポストパンクの主要レコードのキャリアに重要な役割を果たすことになる。パンクムーブメントのアマチュアリズムに続いて、ポストパンクの時代には、ボウイやロキシーミュージックの作品に体現されていたアートスクールの伝統への回帰が見られた。アーティストたちは、ハイアートとローカルチャーの一般的な区別を拒否しながら、文学、アート、映画、批評理論からアイデアを引き出し、音楽やポップカルチャーの文脈に取り入れました。マルチメディア・パフォーマンスとビジュアル・アートに重点を置くことが一般的になった。
フィッシャーは、グレース・ジョーンズ、1980年代のニュー・ロマンティック・グループ、ロワシン・マーフィーなどのアーティストをアート・ポップの系譜に属するとしている。フィッシャーは、アート・ポップの発展には、従来のロックの楽器編成や構造を否定し、ダンススタイルやシンセサイザーを採用したことを指摘している。The Quietus誌は、日本やクラフトワーク、デビッド・ボウイの作品に影響を受けたイギリスのニューロマンティック・アーティスト、デュラン・デュランを「アートポップをアリーナを満員にするレベルにまで発展させた先駆者」とし、そのスタイルを「バロックでロマンティックな逃避行」に発展させたとしている。評論家のサイモン・レイノルズは、イギリスの歌手ケイト・ブッシュを「アートポップの女王」と呼び、1970年代後半から1980年代にかけて、商業的なポップの成功を捨てずにグラマラスさ、コンセプチュアルさ、革新性を融合させたことを挙げている。
1981年、パフォーマンス・アーティストのローリー・アンダーソンが、ジュール・マスネのオペラ『ル・シッド』に触発されて制作した「オー! スーパーマン」を発表。全英シングルチャートで2位を記録するほか、本国アメリカ合衆国を除く各国でヒットした。

## 1990年代 -
アイスランド出身の歌手、ビョークは、異質なアートやポピュラーカルチャーを幅広く取り入れたアートポップの代表的な存在であった。
1990年代には、アートポップの中で最も商業的に成功したアーティストとなった。2015年にビョークを取り上げたガーディアン紙のジェイソン・ファラゴは、「この30年間の美術史は、大部分が共同事業の物語であり、ハイアートとローアートの境界が崩壊し、メディア間の区分が終わったことを物語っている。トリップホップと12音を組み合わせ、MTVにアバンギャルドを持ち込んだアイスランドの歌手ほど、その区別を無意味なものにした文化人はいない」と語った。

NPRのバリー・ウォルターズによると、1990年代のラップグループP.M.Dawnは、「万華鏡のようなアートポップ」というスタイルを確立した。このスタイルは当初、ヒップホップファンから「ソフトで反芻的で遠回りすぎる」と否定されましたが、最終的にはドレイクやカニエ・ウェストなどのアーティストの作品に道を開くことになった。2013年のSpin誌では、ウェストを中心とした現代音楽の「新しいアートポップの時代」が到来していると指摘している。この時代のミュージシャンは、豊かさや贅沢さの象徴として、また創造性の探求のためにビジュアルアートを利用している。
2008年に発表されたウエストのアルバム『808s & Heartbreak』は、その後のヒップホップ音楽に多大な影響を与えた「アートポップの傑作」であり、自己顕示欲や虚勢を強調した現代のスタイルを超えて、ヒップホップの幅を広げたものであるとしている。ニューヨーク・タイムズ紙のジョン・カラマニカは、ウェストの「示唆に富む壮大なスケール」の作品を、「中流階級の価値観やハイファッション、ハイアートの夢に関わらず、（ヒップホップの）門戸を広げた」と評してる。

グライムス、ジュリア・ホルター、FKAツイッグスなどの現代アーティストは、ケイト・ブッシュに類似した領域で活動しているとレイノルズは述べている。グライムスは、モントリオール・ガゼット紙で「アート・ポップ現象」と評され、「進行中のアートワークとしてのポップスターに魅了される長い伝統」の一部であり、彼女の成功におけるインターネットとデジタルプラットフォームの役割に特に注目している。

評論家のアダム・ハーパーは、2012年にDummyに寄稿した記事の中で、現代資本主義の要素との曖昧な関わり方を特徴とする、現代アートポップの加速主義的な時代について述べている。
ハーパーは、インターネットをベースにしたジャンル「ヴェイパーウェイブ」について、ジェームス・フェラーロやダニエル・ロパティンといったアンダーグラウンドのアートポップ・ミュージシャンたちが「21世紀の超資本主義の最もグリムな芸術的感性の技術的・商業的なフロンティアを探求している」と述べている。
このシーンに関連するアーティストは、ネット上の偽名を使って音楽をリリースする一方で、仮想性のアイデアや、企業のムード・ミュージック、ラウンジ・ミュージック、ムザークなどの1990年代の合成ソースを利用することがある。

## 関連文献
- Gendron, Bernard (2002). Between Montmartre and the Mudd Club: Popular Music and the Avant-Garde. University of Chicago Press. ISBN 978-0-226-28737-9
- Harron, Mary (1980). “Pop Art/Art Pop: The Andy Warhol Connection”. The Sound and the Fury: 40 Years of Classic Rock Journalism: A Rock's Backpages Reader. Bloomsbury USA (2003発行). ISBN 978-1-58234-282-5 (要購読契約)
- Waterman, Bryan (2011). Television's Marquee Moon. Bloomsbury Publishing. ISBN 978-1-4411-4529-1